# 金士衡 (萬曆進士)
金士衡（？—？），字秉中，號昆源，直隸蘇州府長洲縣人，軍籍，明朝政治人物。

## 生平
萬曆十年（1582年）壬午科應天鄉試第一百二十七名舉人，二十年（1592年）壬辰科三甲第一百九十九名進士。大理寺觀政，二十一年授永豐縣知縣，二十六年行取考选，三十年（1602年）二月升南京工科給事中，巡视庫藏，三十三年（1605年）五月巡視京營，三十八年（1610年）三月升南京通政使司右參議，三十九年（1611年）考察去職。天啟二年（1622年）九月起為兩浙鹽運司副使，三年升兵部车驾司员外郎，同年改尚寶司丞，升本司少卿，三年（1623年）十月升太僕寺少卿，五年引疾致仕歸里，卒於家。

## 家族
曾祖金渭；祖父金樾；父金應徵，乙丑進士，雲南布政使司右參政。母顧氏（封安人）。弟金玉衡、金在衡、金性衡。